# あの日の約束 (菅原紗由理の曲)
「あの日の約束」（あのひのやくそく）は、菅原紗由理の1作目のシングルで、2009年9月30日にリリースされた。発売元はフォーライフミュージックエンタテイメント、販売元はソニー・ミュージックディストリビューション。

## 収録内容
1. あの日の約束  [5:05] 
作詞：中嶋ユキノ、作曲・編曲：Sin
2. ありがとう  [4:22] 
作詞：中嶋ユキノ、作曲・編曲：Sin
3. あの日の約束　（Instrumental）
4. ありがとう（Instrumental）
5. キミに贈る歌（Instrumental）